# Vadivel Balaji
Vadivel Balaji (Madurai, 17 de febrero de 1977) - Chennai, 10 de septiembre de 2020) fue un actor, presentador y comediante indio, activo en la industria de la televisión y el cine tamil.

## Biografía
Recibió el apodo de Vadivel después de ganar popularidad entre la audiencia por imitar la voz del popular cómico tamil Vadivelu en algunos programas de televisión. Logró reconocimiento en su país luego de su aparición en programas de la cadena Star Vijay como Kalakka Povathu Yaaru?, Siricha Pochu y Athu Ithu Ethu. También participó como concursante en la octava temporada del reality show televisivo Jodi Number One.

### Fallecimiento
El actor falleció en la mañana del 10 de septiembre de 2020 por un paro cardiorrespiratorio a los cuarenta y tres años. El 24 de agosto había sido internado en el hospital privado de Billroth en Chennai con ambas manos paralizadas luego de sufrir un accidente cerebrovascular. Ante la imposibilidad de seguir costeando su estadía en la institución privada, la familia de Balaji decidió trasladarlo a un hospital estatal de Chennai, donde finalmente perdió la vida.